# Міський округ місто Викса
Міський округ місто Викса (рос. Городской округ город Выкса) - адміністративно-територіальне утворення (місто обласного значення) і муніципальне утворення зі статусом міського округу в Нижньогородській області Росії. До 2011 року становив Виксунський район.
Адміністративний центр - місто Викса.

## Географія
Міський округ розташований в басейні нижньої Оки, на південному заході Нижньогородської області. Межує з Касимовським і Єрмишинським районами Рязанської області на півдні і Меленковським районом Володимирської області на заході. На півночі і північному сході межує з міськими округами Навашинським і містом Кулебаки. На сході і південному сході - з Ардатовським і Вознесенським районами Нижегородської області.
Міський округ розташований в приокській низині і входить в Приокський південно-західний низинний поліський край.
Відстань від міста Викса до обласного центру - міста Нижній Новгород по автомагістралі складає 186 кілометрів.

## Економіка
Основу економіки міського округу визначає промислове виробництво, яке представлено 15 великими підприємствами. Промисловість є основним бюджетоутворюючим господарським сектором, що формує близько 85% дохідної частини місцевого бюджету. Провідна роль в промисловому виробництві належить чорній металургії, на частку якої припадає 93% валової продукції промисловості району.